# 鄧凱爾德王朝
鄧凱爾德王朝（英語：House of Dunkeld），蘇格蘭歷史上的一個王朝，建立者是鄧肯一世。

## 國王列表
1. 鄧肯一世，1034年至1040年在位
2. 馬爾科姆三世，1058年至1093年在位
3. 唐納德三世，1093年至1094年、1094年至1097年在位
4. 鄧肯二世，1094年在位
5. 埃德加，1097年至1107年在位
6. 亞歷山大一世，1107年至1124年在位
7. 大衛一世，1124年至1153年在位
8. 馬爾科姆四世，1153年至1165年在位
9. 威廉一世，1165年至1214年在位
10. 亞歷山大二世，1214年至1249年在位
11. 亞歷山大三世，1249年至1286年在位